# Neo-apokryfiści
Neo-apokryfiści – termin literacki wprowadzony przez Radosława Wiśniewskiego określający młodych poetów polskich wykorzystujących w swojej twórczości intertekstualność i reinterpretujących apokryf.
Do neo-apokryfistów Wiśniewski zalicza między innymi: Marcina Cieleckiego, Dawida Junga oraz Ryszarda Chłopka.
Wiśniewski poetów określa jako tych, którzy odwołują się do średniowiecznego mistycyzmu i romantycznego mesjanizmu. W szerszej perspektywie ten projekt liryczny współtworzy formację „marszbatalionu” obecną w literaturze polskiej od ostatnich około dziesięciu lat:
„Pojęciem, które przychodzi na myśl zamiast pojęcia „pokolenie” w odniesieniu do grupy autorów szukających własnego głosu w ostatnich pięciu, może dziesięciu latach jest m a r s z b a t a l i o n. Nietrwała, chwilowa, wymuszona pragmatyką formacja, która służy tylko temu, żeby razem (...) dotrzeć w określone miejsce na zapleczu prawdziwego frontu, skąd już nas pozabierają do jednostek macierzystych, z którymi ten i ów będzie się identyfikował z własnej woli, a innych zidentyfikują przeciwnicy.”
Ogólnej formacji młodej poezji polskiej tworzonej na początku XXI wieku krytyk przypisał „nurt wyobraźniowy” obecny w twórczości, oprócz Junga, Romana Honeta, Marcina Zegadło i Juliusza Gabryela. W przypadku Ryszarda Chłopka krytyk poszerzył pojęcie neo-apokryfisty o „projekt agnostycki, w którym konkretna konfesja pozostaje na drugim planie, na plan pierwszy zaś wysuwa się język religii i święta rekwizytornia”. Do tego przedziału młodych poetów Wiśniewski zaliczył jeszcze Wojciecha Brzoskę, Dariusza Adamowskiego, Karola Maliszewskiego oraz Pawła Sarnę.